# Allgemeine Deutsche Wechselordnung
Die Allgemeine Deutsche Wechselordnung (ADWO) war eine Vereinheitlichung des Wechselrechts in Deutschland und von 1849 bis 1933 in Kraft. Zunächst wurde sie 1849 als Reichsgesetz von der Frankfurter Nationalversammlung beschlossen und blieb deren einziges Gesetz auf dem Gebiet des Zivilrechts. Ab 1869 übernahm der Norddeutsche Bund sie als Bundesgesetz, so dass sie Reichsgesetz im Deutschen Kaiserreich wurde. Sie regelte deutschlandweit die Bestimmungen mit Blick auf den Wechsel, die Rechte von Schuldnern und Gläubigern.

## Entstehung

Staaten des Deutschen Bundes 1815–1848 und 1851–1866

Der Wechsel war im 19. Jahrhundert ein vielseitig verwendbarer Schuldschein. Er konnte auch für die internationale Geldverschickung, zum Währungstausch und geradezu als Ersatzwährung eingesetzt werden. Die Vielseitigkeit machte ihn für alle Zweige von Gewerbe und Handel interessant. Im Deutschen Bund gab es allerdings keine überregional anerkannte Rechtssetzung, sondern 56 verschiedene Wechselgesetze.
In den 1840er-Jahren sorgte eine Wechselrechtswissenschaft in Deutschland für die Grundlagen einer Vereinheitlichung. Der Deutsche Zollverein unter Führung Preußens berief 1847 eine Wechselrechtskonferenz ein, auf der fast alle deutschen Regierungen vertreten waren, auch wenn die Staaten nicht dem Zollverein angehörten. Ergebnis der Konferenz war ein gemeinsamer Entwurf zu einer ADWO; da die Konferenz (oder der Zollverein) kein Wechselgesetz beschließen konnte, sollten die Einzelstaaten den Entwurf gleichlautend als ihr eigenes Recht annehmen.
Bevor die Einzelstaaten dies tun konnten, brach die Märzrevolution von 1848 aus. In Frankfurt entstanden kurzzeitig die Strukturen eines Deutschen Reichs. Dessen Frankfurter Nationalversammlung beschloss Reichsgesetze. Das einzige Zivilgesetz dieses Reiches war das Reichsgesetz betreffend die Einführung einer allgemeinen Wechselordnung für Deutschland vom 24. November 1848. Dadurch trat der Entwurf der Wechselrechtskonferenz ohne Veränderungen zum 1. Mai 1849 für ganz Deutschland in Kraft. Absicht der Nationalversammlung war es, ein (inhaltlich wenig umstrittenes) Gesetz zu verabschieden, „um damit den Beginn der entstehenden deutschen Reichsgewalt und Rechtseinheit zu markieren“, so Kurt von Pannwitz.

## Gültigkeit
Ulrich Huber hat untersucht, ob die Allgemeine Deutsche Wechselordnung (Reichsgesetz vom 24. November 1848) geltendes Recht geworden ist. Dem Reichsgesetz zufolge sollte sie ab dem 1. Mai 1849 gelten. Ausführungsgesetze der Einzelstaaten durften nicht von ihr abweichen. 31 Staaten haben sie bis zum Stichtag als Landesgesetz in Kraft gesetzt, einige andere danach. In Luxemburg und Limburg wurde die Wechselordnung nicht eingeführt und nicht publiziert. Die Einzelstaaten haben auf drei verschiedenen Arten auf das Reichsgesetz reagiert:
- Einige haben ein Ausführungsgesetz über die Landesgesetzgebung verabschiedet und dabei das Reichsgesetz als Reichsgesetz in ihrem (Landes-)Gesetzblatt publiziert.
- Andere haben das Reichsgesetz als Landesgesetz verabschiedet und dann in ihrem (Landes-)Gesetzblatt publiziert, mit Einführungsgesetz.
- Wiederum andere, wie Kurhessen, haben das Reichsgesetz als Reichsgesetz publiziert, aber ohne Einhaltung der Landesgesetzgebung.[4]

Im letzteren Fall stellt sich die Frage, ob die Wechselordnung in jenen Ländern gültig war, denn dazu müsste die Reichsversammlung gesetzgebende Kraft gehabt haben. Die Gerichte in Kurhessen und Schaumburg-Lippe haben dies später verneint. Dann bleiben aber noch übrig: Sachsen-Altenburg, die Herrschaft Kniphausen, Anhalt-Bernburg, Anhalt-Köthen, beide Schwarzburg, beide Hohenzollern, Reuß ä.L. (Greiz) und Hessen-Homburg.
Anscheinend hat niemand daran gezweifelt, dass die Wechselordnung auch dort gültig war, 1854 meinte ein bayerischer Bundestagsgesandter, die Wechselordnung gelte in ganz Deutschland mit Ausnahme von Luxemburg, Limburg, Kurhessen und Schaumburg-Lippe.
Huber schließt seine Untersuchung über das kurhessische Urteil damit, dass die Reichsversammlung ihre Befugnisse nicht überschritten hat, als sie das Gesetz zur Wechselordnung beschlossen hat. Am 1. Mai 1849 ist es in allen Einzelstaaten als Reichsrecht in Kraft getreten (mit Ausnahme von Österreich). Auch von Pannwitz urteilt, dass die „Einführung als Reichsgesetz im Jahre 1848 von der damaligen verfassungsrechtlichen Situation gedeckt und damit rechtmäßig“ war.
Am 5. Juni 1869 verabschiedete der Norddeutsche Bund die Wechselordnung als Bundesgesetz. Im Jahre 1933 trat das auf einem internationalen Abkommen beruhende und noch heute geltende Wechselgesetz in Kraft und löste die ADWO ab. In Limburg hingegen galt bereits seit 1838 das niederländische Handelsgesetzbuch, im Luxemburg der französische Code de commerce. Seit 1861 galt die ADWO nicht mehr in Ungarn.

## Belege
1. ↑  Kurt von Pannwitz: Die Entstehung der Allgemeinen Deutschen Wechselordnung. Ein Beitrag zur Geschichte der Vereinheitlichung des deutschen Zivilrechts im 19. Jahrhundert. Peter Lang, München Diss., Berlin u. a. 1998, S. 211.
2. ↑  Kurt von Pannwitz: Die Entstehung der Allgemeinen Deutschen Wechselordnung. Ein Beitrag zur Geschichte der Vereinheitlichung des deutschen Zivilrechts im 19. Jahrhundert. Peter Lang, München Diss., Berlin u. a. 1998, S. 211–213.
3. ↑  Kurt von Pannwitz: Die Entstehung der Allgemeinen Deutschen Wechselordnung. Ein Beitrag zur Geschichte der Vereinheitlichung des deutschen Zivilrechts im 19. Jahrhundert. Peter Lang, München Diss., Berlin u. a. 1998, S. 214.
4. ↑  Ulrich Huber: Das Reichsgesetz über die Einführung einer allgemeinen Wechselordnung für Deutschland vom 26. November 1848. In: JuristenZeitung, 33. Jahrgang, Nr. 23/24 (8. Dezember 1978), S. 785–791, hier S. 785–786.
5. ↑  Ulrich Huber: Das Reichsgesetz über die Einführung einer allgemeinen Wechselordnung für Deutschland vom 26. November 1848. In: JuristenZeitung, 33. Jahrgang, Nr. 23/24 (8. Dezember 1978), S. 785–791, hier S. 786–787.
6. ↑  Ulrich Huber: Das Reichsgesetz über die Einführung einer allgemeinen Wechselordnung für Deutschland vom 26. November 1848. In: JuristenZeitung, 33. Jahrgang, Nr. 23/24 (8. Dezember 1978), S. 785–791, hier S. 787.
7. ↑  Ulrich Huber: Das Reichsgesetz über die Einführung einer allgemeinen Wechselordnung für Deutschland vom 26. November 1848. In: JuristenZeitung, 33. Jahrgang, Nr. 23/24 (8. Dezember 1978), S. 785–791, hier S. 791.
8. ↑  Kurt von Pannwitz: Die Entstehung der Allgemeinen Deutschen Wechselordnung. Ein Beitrag zur Geschichte der Vereinheitlichung des deutschen Zivilrechts im 19. Jahrhundert. Peter Lang, München Diss., Berlin u. a. 1998, S. 214.
9. ↑  Ulrich Huber: Das Reichsgesetz über die Einführung einer allgemeinen Wechselordnung für Deutschland vom 26. November 1848. In: JuristenZeitung, 33. Jahrgang, Nr. 23/24 (8. Dezember 1978), S. 785–791, hier S. 787.
10. ↑  Kurt von Pannwitz: Die Entstehung der Allgemeinen Deutschen Wechselordnung. Ein Beitrag zur Geschichte der Vereinheitlichung des deutschen Zivilrechts im 19. Jahrhundert. Peter Lang, München Diss., Berlin u. a. 1998, S. 210.
11. ↑  Heinrich Brentano (Hrsg.): Die allgemeine deutsche Wechselordnung nach dem Standpunkte der gegenwärtigen Gesetzgebung und die neueren Gesetze über kaufmännische Anweisungen. Mit Anmerkungen und Präjudizien. 8. Auflage, J. Ludw. Schmid’s Verlag, Nürnberg 1873, S. IV.